# The Link (zgârie-nori)
The Link zgârie-nori din centrul de afaceri La Défense din Paris. Aparține municipiului Puteaux.
A fost proiectat de arhitectul francez Philippe Chiambaretta.
Turnul va găzdui noul sediu al TotalEnergies. Se așteaptă să fie finalizat până în 2025, The Link va fi cel mai înalt zgârie-nori din Franța.